# 陳嫺靜
陳嫺靜（1998年12月8日—），是出身臺灣臺北的饒舌音樂創作歌手。

## 音樂事業生涯
2018年前後，她的作品與演出，首次公開於國立政治大學學生社團「政大黑人音樂社」之Youtube頻道等，「政大黑音Cypher《正字標記》(ISO 9000) Official Music Video」影片之中。
2018年10月，她在個人Youtube頻道上公開發布改編自夏宇同名詩選的個人作品《有人責備我們不夠深入》。 同年12月，她與製作人Sōryo共同創作第二首單曲《輕輕》。
2019年夏，她受鄭宜農邀請，共同創作《街仔路雨落袂停》，並參與於大黑熊音樂祭、禾火OUT音樂節、貴人散步音樂節等。同年，她帶有獨特個人風格的饒舌音樂演出與作品，備受LEO王、陳珊妮、吳青峰等讚賞。
2022年夏，作為友情嘉賓參與由好友曾稔文主持的大浪漫唱片企劃《大浪漫主義》。8月21日，演藝生涯首個個人專場表演《潛與意識》將以線上直播形式於Friday影音平台播出，結合舞蹈和劇場表演元素，探索嫺靜音樂能量的自我意識。

## 音樂作品

### 單曲作品
- 2018年《有人責備我們不夠深入》
- 2018年《輕輕》
- 2019年 Call In 計畫 1.《問題先生》
- 2019年 Call In 計畫 2.《I wanna be》
- 2019年《靈魂出竅》ft.範例三
- 2019年《Where We Are》
- 2019年《See More Possibilities》
- 2019年 Call In 計畫 3.《Keep Up》
- 2019年《Spinning》
- 2020年《Come, and dance》
- 2020年《相反》ft.何欣穗
- 2021年《輕輕（Ultimate Collection）》
- 2021年《SOAP——張碩尹計劃》
- 2022年《D-Day》

### 客串（featuring）作品
- 2018年《短髮妹妹》Keyno辰旭&山姆Someshit feat.蔡哥 (和聲)
- 2019年《我只想take a break》辰旭KEYNO (和聲)
- 2019年《街仔路雨落袂停》鄭宜農
- 2019年《We Don't Talk About Love》Limi
- 2019年《你和我想的不一樣》許瓊文(好樂團主唱), 陳冠豪
- 2020年《Could Say》李浩瑋
- 2020年《Day off》LINION
- 2020年《THEY SAID》PONY5IBE
- 2020年《黑暗之閉上眼》Deca Joins
- 2023年《得意的一天》LEO王
- 2023年《誰能想到》Gummy B
- 2024年《心之所向披靡》LEO王

## 演出紀錄
- 2019年 02月23日 瓦爾基麗-Queen Of Rap 台北市街頭音樂發展協會
- 2019年 05月18日 Good Old Days @公館Pipe
- 2019年 05月31日 政大黑音成發
- 2019年 06月13日 政大畢委會 Rebirth演唱會 @政大四維堂
- 2019年 08月24日 leo王顏社小劇場（嘉賓）
- 2019年 09月7日 KIRIN Bar Beer @台北華山
- 2019年 10月6日 傻子與白痴 @Legacy Taipei（嘉賓）
- 2019年 10月11日 大黑熊音樂祭
- 2019年 10月20日 秋Out音樂節
- 2019年 10月26日 桃音降臨•前導派對
- 2019年 11月9日 LUCfest 貴人散步音樂節
- 2019年 11月16日 金音獎 快閃GIMA練團室
- 2019年 11月28日 Toe 【OUR LATEST NUMBER ASIA TOUR】@Legacy Taipei（嘉賓）
- 2019年 12月1日 簡單生活節 @臺北101水舞廣場
- 2019年 12月4日 Limi發片場 @Legacy Taipei（嘉賓）
- 2019年 12月7日 Openbook好書獎・頒獎典禮（嘉賓）
- 2019年 12月21日 鄭宜農【給天王星Dear Uranus】演唱會（嘉賓）
- 2020年 08月12日 deca joins＆傷心欲絕＆無妄合作社 【 你吸到我空氣了 】@Legacy Taipei（嘉賓）
- 2020年 11月 鄭宜農【井之聲】 演唱會（嘉賓）
- 2021年 1月 deca joins《Bird and reflections 鳥與倒影》專輯發行巡迴演唱會（嘉賓）
- 2022年 8月6日 鄭宜農【新世紀的女兒】演唱會（嘉賓）

## 其他音樂創作

### 歌詞寫作
| 年份   | 歌手   | 曲名       | 創作部分 |
| ------ | ------ | ---------- | -------- |
| 2019年 | 孫尤安 | 最近怎麼樣 | 作詞     |

## 獎項紀錄

### 音樂獎項
| 年份 | 屆次                     | 專輯                          | 獎項           | 入圍                                  | 結果 |
| ---- | ------------------------ | ----------------------------- | -------------- | ------------------------------------- | ---- |
| 2020 | 第23屆中華音樂人交流協會 | 《給天王星》                  | 年度十大單曲   | 〈街仔路雨落袂停〉                    | 獲獎 |
| 2023 | 第58屆金鐘獎             | 《人選之人-造浪者》影集原聲帶 | 戲劇原創歌曲獎 | 〈得意的一天 A no is a no〉feat.Leo王 | 獲獎 |
| 2023 | 第14屆金音創作獎         | 《人選之人-造浪者》影集原聲帶 | 最佳嘻哈歌曲獎 | 〈得意的一天 A no is a no〉feat.Leo王 | 提名 |

## 外部連結
- YouTube上的陳嫺靜頻道
- 陳嫺靜的Streetvoice （页面存档备份，存于）
- 陳嫺靜的Instagram帳戶